# Lemonsoda
Lemonsoda è una bevanda frizzante soft drink al gusto di limone ideata e prodotta in Italia. Venne creata negli anni quaranta dall'azienda milanese S.A.G.A. (Società Acque Gasate e Affini). Ad essa vennero poi affiancati altri prodotti simili come Oransoda, Pelmosoda, Mojitosoda. Dal 2017 il marchio appartiene alla multinazionale danese Royal Unibrew.

## Storia
La bevanda al limone Lemonsoda nasce negli anni quaranta per opera dell'azienda milanese S.A.G.A. di proprietà di Ettore Casella, già detentrice del marchio di acque minerali Fonti Levissima, la quale produsse subito dopo anche la bevanda all'arancia Oransoda. Questi marchi vennero in seguito acquisiti rispettivamente dalla compagnia alimentare italiana Crippa & Berger (per quanto riguarda le acque minerali Fonti Levissima) e dalla multinazionale olandese Koninglijke Bols Wessanen (che rilevò i marchi Lemonsoda e Oransoda) nel 1986; Bols Wessanen (che in Italia aveva già rilevato nel 1983 la Terme di Crodo S.p.a. da Piero Ginocchi, società nella quale inglobò i due marchi dopo l'acquisizione) decise poi di cedere le sue attività italiane al Gruppo Campari nel 1994.
Nel 2004 viene lanciata sul mercato l'acqua tonica Tonicsoda, primo prodotto della linea nato sotto la gestione Campari. Nel 2010 sono immesse nel mercato due varianti della Lemonsoda tradizionale: la Lemonsoda Zero, senza zucchero, e il Mojitosoda, un cocktail analcolico a base di succo di limone e aroma di menta. Il 2013 è invece l'anno della Piñacolada Soda, nuova bevanda estiva dal gusto esotico ispirata al famoso drink Piña Colada, sempre però rigorosamente analcolica.
Nel 2016, Gruppo Campari decide di raggruppare tutta la propria linea di prodotti del settore delle bibite sotto un unico brand: nasce così Freedea, marchio principale che comprende tutti i marchi del ramo delle bevande di soda analcoliche detenuti dal gruppo.
Nel 2017 il marchio Lemonsoda viene acquisito per 80 milioni di euro dal gruppo danese Royal Unibrew. La cessione comprende le bevande gassate analcoliche a base di frutta Lemonsoda, Oransoda, Pelmosoda e Mojitosoda, raggruppate sotto il brand Freedea, e i marchi Crodo (a esclusione di Crodino).
Nel 2021 viene messo in commercio Lemonsoda Energy Activator, Energy Drink disponibile in 3 gusti (Lemon Original, Lemon Zero e Tropical Trip).

## Confezioni
I soft drink Lemonsoda, Oransoda, Pelmosoda e Tonicsoda vengono venduti in tre diverse confezioni: lattina da 33 cl, bottiglietta da 20 cl, oppure bottiglia da 150 cl. I colori cambiano in base al prodotto: Nero e giallo per la Lemonsoda, nero e arancione per l'Oransoda, nero e rosa per la Pelmosoda, nero e grigio per la Tonicsoda, nero e verde per il Mojitosoda e infine nero e oro per la Pinacolada Soda.
Dal 2013 sono state realizzate serie speciali di lattine raffiguranti i personaggi degli anime come Naruto, Holly & Benji e One Piece.

## Sponsorizzazioni

Il Bruneck-Brunico 1983-1984 sponsorizzato Lemonsoda

Nella stagione 1983-1984 la Lemonsoda è stata lo sponsor ufficiale delle squadre del Lecce, nel calcio, e del Bruneck-Brunico, nell'hockey su ghiaccio.

## Riferimenti nella cultura di massa
La Lemonsoda viene citata nel brano di Carmen Consoli, 'A finestra, nel brano di Charley Jordan Keep It Clean ed in quello di Mickey factz Freaky Girl.
I due brani di Jordan e Factz non fanno riferimento al marchio specifico, (il brano di Jordan, poi, è antecedente di 10 anni alla nascita della bibita italiana). Lemon soda era un termine generalmente usato per definire una bevanda a base di acqua frizzante (soda) e succo di limone, anche detta lemonade (la nostra gassosa).